# Hitomi Nakamichi

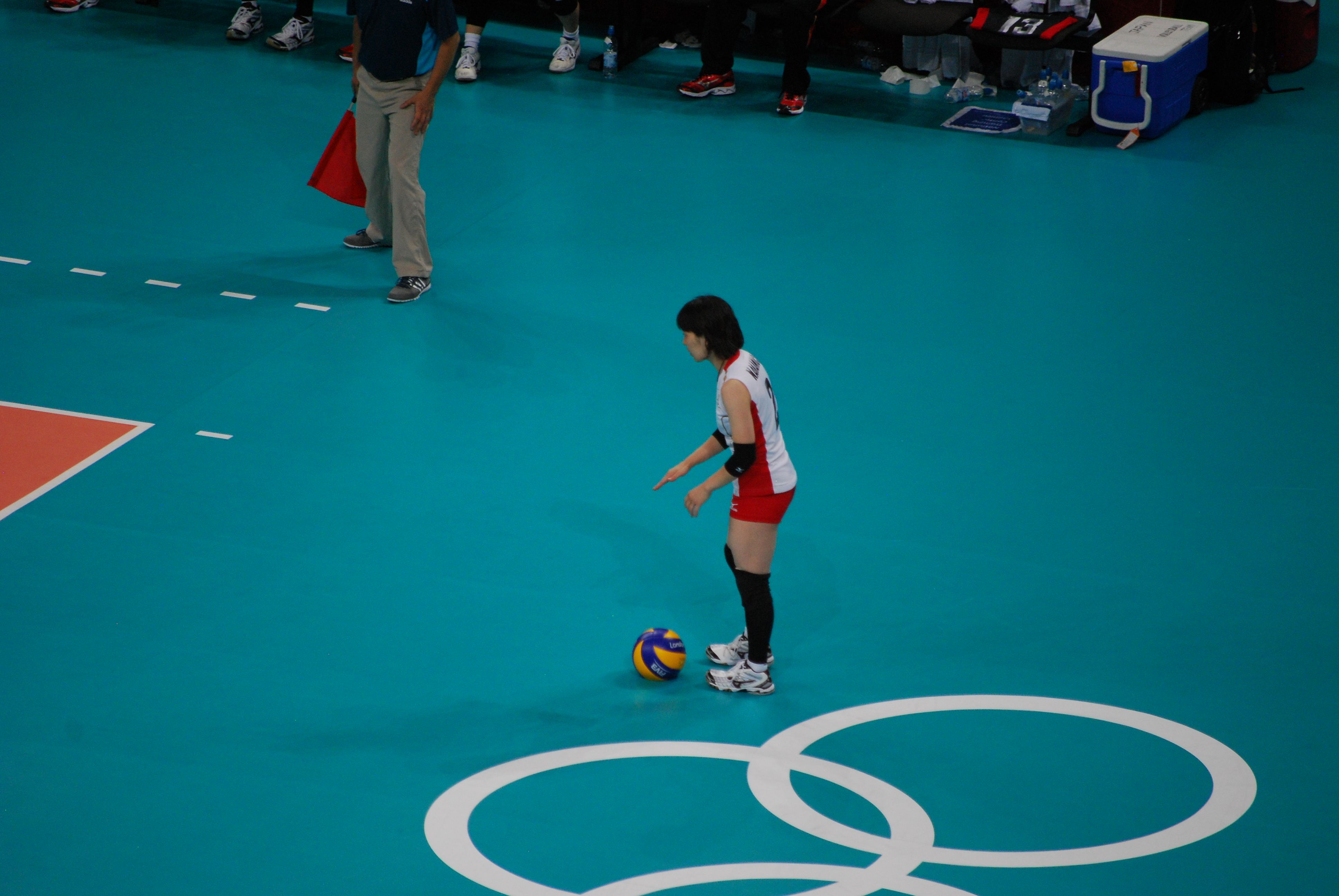
Nakamichi em um jogo de vôlei

Hitomi Nakamichi (18 de setembro de 1985) é um jogadora de voleibol japonesa.
Com 1,59 m de altura, Nakamichi é capaz de atingir 2,69 m no ataque e 2,58 m quando bloqueia.

## Carreira
Nakamichi disputou o Campeonato Mundial de Voleibol Feminino de 2010, realizado no Japão, no qual a seleção de seu país terminou na terceira colocação.